# Günyüzü
Günyüzü ist eine Stadtgemeinde (Belediye) im gleichnamigen Ilçe (Landkreis) der Provinz Eskişehir in der türkischen Region Zentralanatolien und gleichzeitig ein Stadtbezirk der 1993 gebildeten Büyükşehir Belediyesi Eskişehir (Großstadtgemeinde/Metropolprovinz). Günyüzü ist seit der Gebietsreform ab 2013 flächen- und einwohnermäßig identisch mit dem Landkreis.

## Geografie
Der Landkreis/Stadtbezirk Günyüzü liegt im Osten der Provinz, etwa 120 Kilometer südöstlich des Zentrums von Eskişehir. Er grenzt im Westen an Sivrihisar, im Nordwesten an Mihalıççık, im Osten an die Provinz Ankara und im Süden an die Provinz Konya. Durch den Landkreis und die Stadt verläuft eine Verbindungsstraße von der E 90 bei Sivrihisar nach Yunak in Konya. Im Westen des Kreises liegt der Osthang des Gebirges Sivrihisar Dağları mit dem 1819 Meter hohen Eryiğit Dağı. Die Südgrenze zur Provinz Konya folgt in etwa dem Fluss Sakarya.
Günyüzü erhielt (laut Stadtlogo) 1972 den Status einer Belediye (Gemeinde). Bis zur Bildung des gleichnamigen Landkreises 1990 war Günüzü ein eigener Bucak im Landkreis Sivrihisar.

## Verwaltung
(Bis) Ende 2012 bestand der Landkreis neben der Kreisstadt aus den beiden Belediye Gümüşkonak und Kayakent sowie 14 Dörfern (Köy), die während der Verwaltungsreform 2013/2014 in Mahalle (Stadtviertel/Ortsteile) überführt wurden. Die sechs bestehenden Mahalle der Kreisstadt blieben erhalten, während die sechs Mahalle der o. g. beiden anderen Belediye vereint und zu je einem Mahalle zusammengefasst wurden. Durch Herabstufung dieser Belediye und der Dörfer zu Mahalle stieg deren Anzahl auf 22. Ihnen steht ein Muhtar als oberster Beamter vor.
Ende 2020 lebten durchschnittlich 248 Menschen in jedem Mahalle, 858 Einw. im bevölkerungsreichsten (Kayakent Mah.).